# Fiduskunst
Fiduskunst er, som ordet siger fidus/falskneri, noget der giver sig ud for at være kunst, men som er produceret på en nem måde, der som regel sælges forholdsvis billigt i store mængder. Fidusmaleriet begynder ved indflytningen land til by, hvor de nye byboer ønsker sig samme motiver, som de velhavende byboer har, nemlig guldalderens landskabsmalerier, der minder dem deres hjemegn. Det tager foretagsomme grossister op og masseproducerer litografier og olietryk der ligner guldalderens landskabsmalerier. Om fiduskunst/maleri bruges også trommesalsbillede efter navnet på gaden Trommesalen i København, hvor der blev solgt "dårlig" kunst omkring 1900 fra forretninger i gaden.
Journalisten Alex Steen på Ekstrabladet startede debatten og kampen mod fiduskunst efter en tv-udsendelse i 1970'erne om Søren Edsberg, hvor han fortalte, at han tjente mange penge og at opkøbere fra udlandet stod i kø for at købe. Han fortalte også, at han solgte til Museum of Modern Art i New York. Det var dog usandt, og i Ekstrabladet begyndte Alex Steen en stor artikelserie om Edsberg og andre fidusmalere. Steen dømte malerne Lis Bjergsted, Curt Taarnvang, Per Dahl, Niels Walseth, Allan Karms og Roald Hansen som fidusmalere og tog dem blandt andre med på udstillingen "KUNST eller FIDUS?" på Nordjyllands Kunstmuseum 15. oktober - 14. november 1982 og Sophienholm 15. oktober 1982 - 23. januar 1983. I Samvirke nr. 11, 1982, side 16-19 fortæller Alex Steen om fidusmalerier og deres fabrikanter blandt andet om falske biografier om malerne og om, hvordan kunsthandlerne lover malerierne som en sikker investering, og hvordan malerier produceres ved efterligning af postkort og rigtig kunst. Og om en maler, Carl Alring, der kunne lave tyve kunstværker om dagen og har produceret omkring 140.000 eller mere.

## Roald Hansen
Maleren Roald Hansen blev født 25. januar 1938 i København.
Roald Hansen er blandt de malere, der blev omtalt som fidusmaler af Alex Steen i hans kampagne mod fiduskunst i Ekstra Bladet i slutningen af 1970'erne. Roald Hansen var også med på udstillingen KUNST eller FIDUS?. På Nordjyllands Kunstmuseum 15. oktober -  14. november 1982 og på Sophienholm 15. oktober 1982 - 23. januar 1983. Han omtales i Informationsavis nr. 118 fra Nordjyllands Kunstmuseum som "universalgeniet", der kunne male enhver efter.

## Definition
Definition af trivalkunst/fiduskunst er vanskelig og den har ofte været som negation af den "gode" kunst. Walter Nutz har i Sociologie der trivialen Malerei, Stuttgart, 1975, lavet en meget rummelig definition:.
Tvivialbilleder er produkter der:
1. skal være reproducerbare;
2. bliver (eller er blevet) reproducerede;
3. bliver (er blevet) fremstillet med henblik på en bestemt konsumentkreds;
4. skal have varekarakter;
5. skal være inddraget i reproduktionsprocessen med eller uden samtykke af skaberen.

Et eksempel på fiduskunst er Harry Haerendels maleri af fiskeren med pibe og sydvest der spejder ud til siden.

## Ordets brug
Fiduskunst omtales så tidligt som 1922 i BT i en artikel om vanskeligheder for malerne med at sælge deres kunst, hvorfor kunstnerne begyndte at male for at tilfredsstille kundernes ønsker.
Kjeld Abell bruger ordet "fidusmaler" i Kulturkampen, 1938, maj, side 5: 
| Citat | Al aandelig næring kommer fra et centralkøkken, der dekreterer smalkost eller opfedning efter de ideer, køkkenchefen tilfældigvis har med befolkningen, og paa museerne ta'r man fortidens malerier ned og la'r fidusmalerne brede sig. | Citat |
|       | |       |

I Jyllands-Postens kronik den 19. juni 1954 med titlen "Amatørkunstens Værdi" skiver sognepræst Sigurd Mejndor om udsmykning af moderne hjem: 
| Citat | ... når blot det er ærlig kunst, dog selv i såkaldte "bedre hjem" kan man ofte se "fiduskunsten" brede sig på skammelig måde. | Citat |
|       | |       |

## Reference
1. ↑  "Kært barn har mange navne - Trivialkunst, fiduskunst. folkelig kunst,  kitsch" af Inger-Lise Kolstrup, i Skrifter for Kunsthistorie,  PASSEPARTOUT nr.5 3.årgang, juni 1995, side 55-68, side 58
2. ↑  "trommesalsbillede — Den Danske Ordbog". Arkiveret fra originalen 16. marts 2015. Hentet 14. februar 2014.
3. ↑  Kunstnyt, 9. juni 2007 Arkiveret 22. maj 2013 hos  Wayback Machine citat: "Roald Hansen (har) som maler ikke bestilt meget andet end at kopiere andres motiver".
4. ↑  Informationsavis nr. 118, 1982, for Nordjyllands Kunstmuseum, "KUNST eller FIDUS?"
5. ↑   Samvirke, nr. 11, november 1982, side 16-19
6. ↑  "Navne | Kristeligt Dagblad". Arkiveret fra originalen 22. februar 2014. Hentet 3. december 2020.
7. ↑  "Kært barn har mange navne - Trivialkunst, fiduskunst. folkelig kunst,  kitsch" af Inger-Lise Kolstrup, i Skrifter for Kunsthistorie,  PASSEPARTOUT nr.5 3.årgang, juni 1995, side 55-68, side 56
8. ↑  Robert Hansen (7. oktober 2018), Han var ikke norsk – ikke engang fisker (norsk), NRK, arkiveret fra originalen 8. oktober 2018, hentet 9. oktober 2018
9. ↑  "Malerne og Tiderne", BT, 25 marts 1922 side 10
10. ↑  "Amatørkunstens Værdi" Jyllands-Posten, 19. juni 1954, side 8